# Сухопутні війська Австро-Угорщини
Сухопутні війська Австро-Угорщини (нім. Österreichisch-Ungarischen Landstreitkräfte, угор. Császári és Királyi Hadsereg) — сухопутні війська, наземний компонент та найбільший вид Збройних сил Австро-Угорщини, який разом з Військово-морськими силами та Повітряними силами становили Збройні сили Австро-Угорщини.
Австро-угорські сухопутні війська складалися з:
| Загальна армія (нім. Gemeinsame Armee) | імператорська і королівська (нім. kaiserlich und königlich (k.u.k.)) | комплектувалася обома половинами імперії; підпорядковувалася загальноімперському військовому міністру |
| Ландвер нім. Landwehr                  | імператорський королівський нім. kaiserlich königlich (k.k.)         | комплектувався на території Цислейтанії                                                               |
| Гонвед угор. Honvédség                 | королівський угорський нім. königlich ungarisch (k.u.)               | комплектувався в Транслейтанії                                                                        |

## Історія

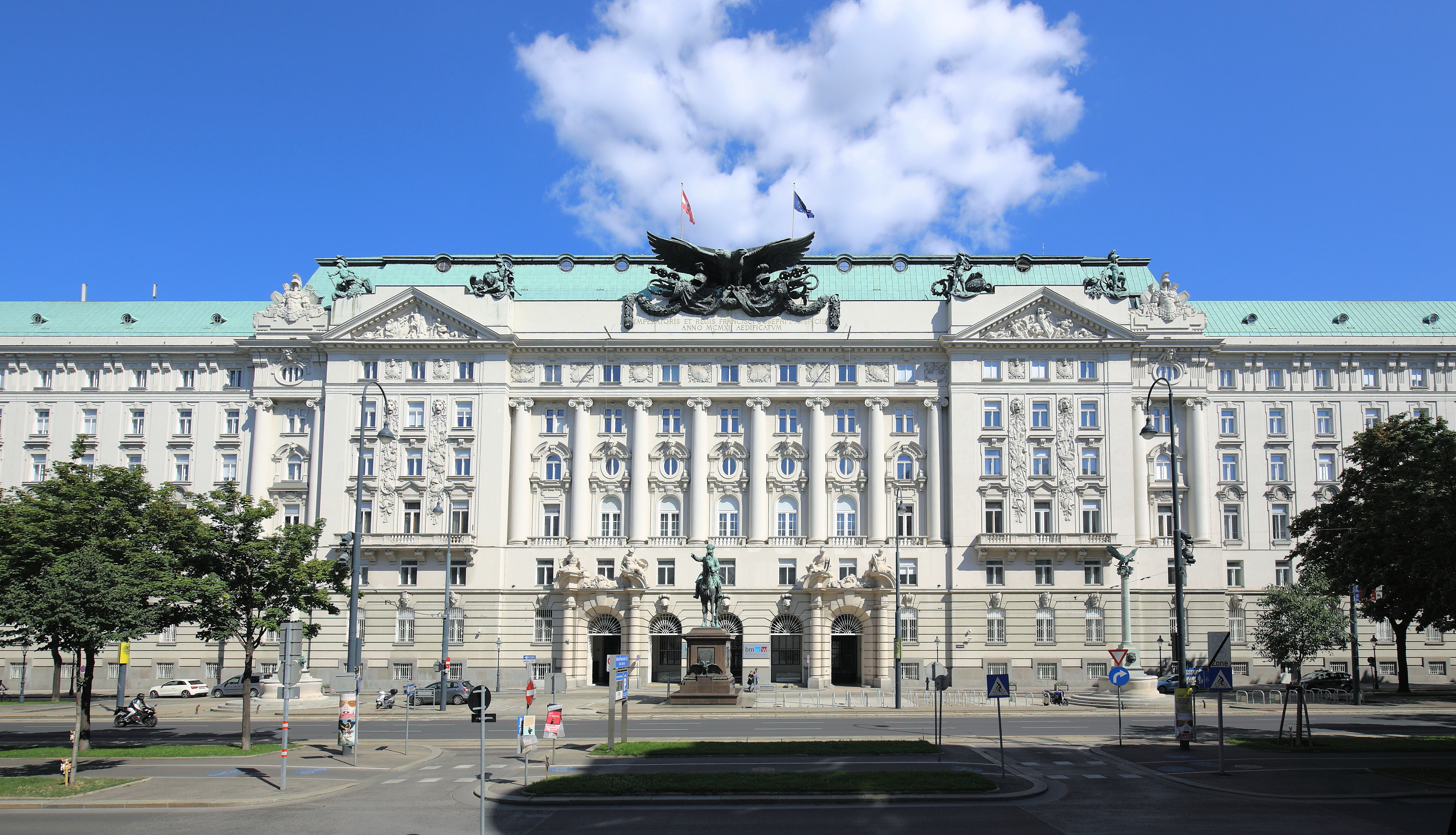
Будинок Військового міністерства та Генерального штабу Збройних сил Австро-Угорщини у Відні.

Після Австро-Угорського угоди 1867 року на світ з'явилася, так звана, Троїста армія. У цьому виді вона проіснувала до розпаду Австро-Угорської імперії в 1918 році, після поразки дуалістичної монархії в Першій світовій війні. Сформована загальна «Імператорська і королівська Армія» (нім. kaiserlich und königliche Armee (k.u.k)) в основному була погано тренована і мала застаріле озброєння через те, що австрійська і угорська частини імперії часто воліли щедрому фінансуванню своїх формувань, замість того щоб однаково та рівномірно оснащувати усі три складові армії. Проте, імператорські і королівські підрозділи (нім. kaiserlich und königlich (k.u.k.) мали пріоритет у навчанні та доступі до нового обладнання над підрозділами ландверу та гонведу, саме тому останніх раніше вважали підрозділами другого сорту, призначеними діяти як «національна гвардія» Австрії та Угорщини, відповідно. Через низький престиж своїх підрозділів, найкращі офіцери ландверу та гонведу постійно просили і домагалися переведення до «імператорських і королівських» підрозділів. Крім того, підрозділи гонведу мали повну силу лише під час війни, коли переважна більшість вакансій була заповнена резервістами.
Єдине командування австро-угорськими військами було доручено імператорському уряду у Відні, хоча адміністрація Угорського королівства мала можливість мобілізувати гонвед самостійно, для цього було достатньо повноважень у парламенту Будапешта. Що стосується бюджетних питань, Австрія та Угорщина розподіляли витрати на «імператорські і королівські» частини пропорційно кількості офіцерів, які були «підпорядковані» кожному з двох королівств, що складали основу Імперії, враховуючи, що Австрія здійснювала свої панування над територіями італійської, словенської, чеської, польської та української національностей, тоді як Угорщина над словаками, хорватами та румунами. Широка етнічна та релігійна різноманітність Імперії відбилася на складі армії, де хоча офіцерський корпус складався переважно з католиків (майже 80 % офіцерів), існували також меншини протестантських офіцерів, православних християн і навіть євреїв.
Етнічна різноманітність була також помітна серед новобранців, оскільки, хоча більшість військ складалися з австрійців та угорців (як більшості етнічних груп Імперії), майже третину з них складали солдати та офіцери слов'янського походження (чехи, поляки, словенці, словаки та українці), тоді як 8 % складали румунські та італійські солдати.

## Командування
Загальна армія, ландвер і гонвед підпорядковувалися Головному оперативну управлінню сухопутних військ. Артилерія сухопутних військ підпорядковувалася Оперативному управлінні артилерії сухопутних військ. Управління належали до Генерального штабу Збройних сил Австро-Угорщини (нім. k.u.k. Generalstab für die gesamte bewaffnete Macht).

## Склад та структура
У 1885 році Загальна армія складалася з трьох армій, однієї з п'ятьма армійськими корпусами і двох з чотирма, плюс 14 армійський гірський корпус для оборони Тіролю та 15 армійський корпус для захисту балканських провінцій (Далмація, Боснія і Герцеговина). Кожен корпус, за винятком 14-го, який складався з двох регулярних дивізій та територіального ополчення.
Одна армія, в мирний час, налічувала 36 піхотних дивізій. Зазвичай дивізія складалася з двох бригад по 2 полки кожна.
Кожен імператорський і королівський піхотний полк (всього їх було 102, з них 55 австрійських та 47 угорських) мав по 4 батальйони, кожен з чотирма ротами, рота складалася з 4-х взводів. В штаті мав в своєму складі 5 офіцерів, 10 унтер-офіцерів і 85 солдат, у мирний час більше 100 чоловік. Командував полком полковник (оберст); одним батальйоном командував підполковник (Оберштайтант) або старший (майор); одна рота перебувала під командуванням капітана (Гауптмана).
Австрійський ландвер нараховував 40 полків, а угорський гонвед 28 полків. Також були 33 мисливські (єгерські) батальйони та 6 гірсько-піхотних полків ландверу.
Кавалерія була розділена на бригади, кожна з яких була прикомандирована до армійському корпусу, до складу якого входили по два-три полки, та п'ять самостійних дивізій: загалом 21 бригада, проти 69 піхотинців. Полк був розділений на дві «дивізії», що в кавалерії еквівалентно групі з трьох ескадрилій з п'ятьма офіцерами, 20 унтер-офіцерами та 150 військовослужбовцями в кожному (на момент мобілізації в 1914 році сила кавалерійського загону зросла до 175 чоловік), в цілому 1175 чоловік на полк у мирний час та 1275 у воєнний час. Під час Першої світової війни 35 кавалерійських полків були оснащені та перетворені в піхотні.
Кавалерія:
- 42 кавалерійські полки, з них 24 австрійських та 18 угорських, з них:
  - 15 драгунських полків;
  - 16 гусарських полків;
  - 11 уланських полків;
- Кіннота австрійського ландверу:
  - 6 уланських полків;
  - 1 дивізіон тірольських кінних стрільців;
  - 1 дивізіон далматинських кінних стрільців;
- Кіннота угорських гонведів:
  - 10 гусарських полків.
- 10 кавалерійських корпусів:
  - 20 кавбригад;
- Добровольчий автомобільний корпус;

Імператорська і королівська артилерія мала таку ж структуру, що і ландвер та гонвед. Полки були закріплені за підрозділами армії, з іншого боку, коли їх прикомандирували до армійського корпусу, їх згрупували в бригади. Артилерійська бригада складалася з чотирьох польових артилерійських полків (дві польові гармати М.05/08 і одна польова гаубиця М.99/М.14 100 мм) і одна важка гаубиця. Бригадою командував генерал-майор (генерал-майор). У 1916 році артилерійські бригади були реорганізовані лише в три полки: один для польових гармат (Feldkanonen), один для польових гаубиць (Feldhaubitzen) і один для важких гаубиць (Schwere-feldhaubitzen). Кожному полку була призначена батарея зенітних гармат (Flieger-abwehr Batterie) і одна з мінометів (Minenwerfer). У 1918 році вони були знову реорганізовані з двома змішаними артилерійськими полками (гармати та гаубиці) та одним важким гаубичним полком, кожен з шести батареями.
Артилерія:
- 42 польових гарматних полків (4-х батарейного складу, батареї по 6 гармат);
- 8 кінно-артилерійських дивізіонів (3-батарейного складу, батареї по 4 гармати);
- 6 гірських артилерійських полків (батареї по 4 гармати);
- 14 польових гаубичних полків;
- Артилерія австрійського ландверу:
  - 16 гаубичних дивізіонів (2-х батарейного складу).

### Структура Сухопутних військ станом на 1914р.
| |                           |                            |                                                                         |                                                                         | |
| Структура Сухопутних військ Збройних сил Австро-Угорської імперії (1914)                                                       |                           |                            |                                                                         |                                                                         | |
| Корпус сухопутних військ | Штаб корпуса              | Дивізія                    | Дислокація                                                              | Бригада                                                                 | Полки |
| Австрія Erzherzogtum Österreich ob/unter der Enns Herzogtums Salzburg/Steiermark/Kärnten/Krain Grafschaft Tirol mit Vorarlberg |                           |                            |                                                                         |                                                                         | |
| 2-й армійський корпус | Відень                    | 4-а                        | Брно                                                                    | 7-а                                                                     | 12-й, 81-й і 99-й полки |
| 2-й армійський корпус | Відень                    | 4-а                        | Брно                                                                    | 8-а                                                                     | 8-й, 49-й полки, 4 бат. 3-го полку, 5-й сан. бат. |
| 2-й армійський корпус | Відень                    | 25-а                       | Відень                                                                  | 49-а                                                                    | 84-й і 1-й полки, 25-й стріл. бат., 8 і 9 інж. бат. |
| 2-й армійський корпус | Відень                    | 25-а                       | Відень                                                                  | 50-а                                                                    | 4-й і 24-й полки, 2-й саперний бат., 1, 2 і 27 мед. загін                                                                                               |
| 2-й армійський корпус | Відень                    | 49-а                       | Відень                                                                  | 97-а                                                                    | 67-й і 82-й полки |
| 2-й армійський корпус | Відень                    | 49-а                       | Відень                                                                  | 98-а                                                                    | 16-й, 37-й і 39-й полки |
| 2-й армійський корпус | Відень                    | 3-я кавалерійська дивізія  | Відень                                                                  | 10-а кавалерійська бригада                                              | 11-й драгунський і 7-й ўланський полки |
| 2-й армійський корпус | Відень                    | 3-я кавалерійська дивізія  | Відень                                                                  | 17-а кавалерійська бригада                                              | 3-й драгунський і 1-й гусарський полки |
| 2-й армійський корпус | Відень                    | 3-я кавалерійська дивізія  | Відень                                                                  | 18-а кавалерійська бригада                                              | 4-й уланський і 4-й драгунський полки |
| 2-й армійський корпус | Відень                    | Корпусне підпорядкування   | Корпусне підпорядкування                                                | 2-а польової артилерії                                                  | 4-й, 5-й і 6-й полки пальової арт., 2-й польовий гаубичний полк                                                                                         |
| 2-й армійський корпус | Відень                    | Корпусне підпорядкування   | Корпусне підпорядкування                                                | 1-а фортечної артилерії                                                 | 1-й полк фортечної артилерії |
| 3-й армійський корпус | Ґрац                      | 6-а                        | Ґрац                                                                    | 11-а                                                                    | 7-й і 2-й боснійсько-герцоговинські полки, 21-й стріл. бат., 3-й інж. бат., 7-й мед. загін                                                              |
| 3-й армійський корпус | Ґрац                      | 6-а                        | Ґрац                                                                    | 12-а                                                                    | 17-й полк, 5-й, 8-й, 9-й, 17-й і 19-й стріл. бат., 4-й інж. бат                                                                                         |
| 3-й армійський корпус | Ґрац                      | 28-а                       | Лайбах                                                                  | 55-а                                                                    | 87-й, 97-й полки |
| 3-й армійський корпус | Ґрац                      | 28-а                       | Лайбах                                                                  | 56-а                                                                    | 27-й, 47-й полки |
| 3-й армійський корпус | Ґрац                      | 28-а                       | Лайбах                                                                  | 94-а                                                                    | 19-й полк, 7-й стріл. бат. |
| 14-й армійський корпус | Інсбрук                   | 3-я                        | Лінц                                                                    | 5-а                                                                     | 28-й, 59-й полки |
| 14-й армійський корпус | Інсбрук                   | 3-я                        | Лінц                                                                    | 6-а                                                                     | 14-й, 75-й полки |
| 14-й армійський корпус | Інсбрук                   | 3-я                        | Лінц                                                                    | 14-а польової артилерії                                                 | 40-й, 41-й і 42 полки польової артилерії |
| 14-й армійський корпус | Інсбрук                   | 3-я                        | Лінц                                                                    | 1-а гірської артилерії                                                  | 8-й і 14 полки гірської арт. |
| 14-й армійський корпус | Інсбрук                   | 3-я                        | Лінц                                                                    | 3-а фортечної артилерії                                                 | |
| 14-й армійський корпус | Інсбрук                   | 8-а                        |                                                                         | 15-а                                                                    | 2-й тірольский стріл. полк, 10-й і 12-й стріл. бат. |
| 14-й армійський корпус | Інсбрук                   | 8-а                        | 96-а                                                                    | 3-й тірольський стріл. полк, 16-й стріл. бат., 8-й і 9-й інж. бат.      | |
| 14-й армійський корпус | Інсбрук                   | 8-а                        | 16-а                                                                    | 4-й тірольські стріл. полк, 2-й стріл. бат.                             | |
| 14-й армійський корпус | Інсбрук                   | 8-а                        | 121-а                                                                   | 1-й тірольський стріл. полк, 22-й стріл. бат., 14-й інж. бат.           | |
| 14-й армійський корпус | Інсбрук                   | 8-а                        | 122-а                                                                   | 36-й полк, 1-й і 6-й стріл. бат.                                        | |
| Королівство Угорщина нім. Königreich Ungarn                                                                                    |                           |                            |                                                                         |                                                                         | |
| 4-й армійський корпус | Будапешт                  | 31-а                       | Будапешт                                                                | 61-а                                                                    | 69-й полк |
| 4-й армійський корпус | Будапешт                  | 31-а                       | Будапешт                                                                | 62-а                                                                    | 44-й полк |
| 4-й армійський корпус | Будапешт                  | 32-а                       | Будапешт                                                                | 63-а                                                                    | 23-й і 28-й полки |
| 4-й армійський корпус | Будапешт                  | 32-а                       | Будапешт                                                                | 64-а                                                                    | 6-й і 86-й полки |
| 4-й армійський корпус | Будапешт                  | 32-а                       | Будапешт                                                                | 4-а польової артилерії                                                  | 10-й, 11-й і 12-й полки польової артилерії |
| 4-й армійський корпус | Будапешт                  | 10-я кавалерійська дивізія | Будапешт                                                                | 4-а кавалерійська бригада                                               | 8-й, 10-й і 13-й гусарські полки |
| 4-й армійський корпус | Будапешт                  | 10-я кавалерійська дивізія | Будапешт                                                                | 8-а кавалерійська бригада                                               | |
| 5-й армійський корпус |                           | 14-а                       |                                                                         | 27-а                                                                    | 71-й і 72-й полки, 5-й інж. бат., 19-й мед. загін |
| 5-й армійський корпус | 29-а                      | 14-а                       | 48-й і 76-й полки                                                       |                                                                         | |
| 5-й армійський корпус | 33-а                      | Камарам                    | 65-а                                                                    | 26-й полк, 3-й бат. 19-го полку                                         | |
| 5-й армійський корпус | 33-а                      | Камарам                    | 66-а                                                                    | 83-й полк, 3-й бат. 12-го полку, 5-й сап. бат., 18-й мед. загін         | |
| 5-й армійський корпус | 33-а                      | Камарам                    | 5-а польової артилерії                                                  | 13-й, 14-й і 15-й полки польової артилерії, 5-й польовий гаубичний полк | |
| 5-й армійський корпус | 2-а кавалерійська дивізія |                            | 16-а кавалерійська бригада                                              | 3-й і 5-й гусарські полки, 5-й уланський полк                           | |
| 5-й армійський корпус | 2-а кавалерійська дивізія | 3-а кавалерійська бригада  |                                                                         |                                                                         | |
| 6-й армійський корпус |                           | 15-а                       |                                                                         | 29-а                                                                    | 5-й і 66-й полки |
| 6-й армійський корпус | 30-а                      | 15-а                       | 65-й і 60-й полки                                                       |                                                                         | |
| 6-й армійський корпус | 6-а кавалерійська бригада | 15-а                       | 14-й і 15-й гусарські полки                                             |                                                                         | |
| 6-й армійський корпус | 27-а                      |                            | 53-я                                                                    | 25-й і 34-й полки, 20-й мед. загін                                      | |
| 6-й армійський корпус | 27-а                      | 54-а                       | 85-й полк, 4-й бат. 67-го полку                                         |                                                                         | |
| 6-й армійський корпус | 27-а                      | 6-а польової артилерії     | 16-й, 17-й і 18-й полки польової артилерії, 6-й польовий гаубичний полк |                                                                         | |
| 7-й армійський корпус | Тімішоара                 | 17-а                       |                                                                         | 33-я                                                                    | 101-й полк, 2-й бат. 37-го і 39-го полків |
| 7-й армійський корпус | Тімішоара                 | 17-а                       | 34-а                                                                    | 33-й і 46-й полк, 7-й інж. бат.                                         | |
| 7-й армійський корпус | Тімішоара                 | 34-а                       | Тімішоара                                                               | 67-а                                                                    | 29-й і 61-й полки, 21-й мед. загін |
| 7-й армійський корпус | Тімішоара                 | 34-а                       | Тімішоара                                                               | 68-а                                                                    | 43-й полк, 23-й і 28-й стріл. бат. |
| 7-й армійський корпус | Тімішоара                 | 34-а                       | Тімішоара                                                               | 7-а польової артилерії                                                  | 19-й, 20-й і 21-й полки польової арт., 7-й польовий гаубичний полк                                                                                      |
| 7-й армійський корпус | Тімішоара                 | 1-а кавалерійська дивізія  | Тімішоара                                                               | 6-а                                                                     | |
| 7-й армійський корпус | Тімішоара                 | 1-а кавалерійська дивізія  | Тімішоара                                                               | 7-а                                                                     | 7-й і 12-й гусарські полки |
| 12-й армійський корпус | Сібіу                     | 16-а                       | Надзьшэбен                                                              | 31-а                                                                    | 2-й полк, 3-й бат. 82-го полку |
| 12-й армійський корпус | Сібіу                     | 16-а                       | Надзьшэбен                                                              | 32-а                                                                    | 31-й і 64-й полки, 22-й мед. загін |
| 12-й армійський корпус | Сібіу                     | 16-а                       | Надзьшэбен                                                              | 12-а кавалерійська бригада                                              | 2-й і 4-й гусарський полки |
| 12-й армійський корпус | Сібіу                     | 35-а                       | Калашвар                                                                | 69-а                                                                    | 50-й і 51-й полки, 12-й сап. бат. |
| 12-й армійський корпус | Сібіу                     | 35-а                       | Калашвар                                                                | 70-а                                                                    | 62-й і 63-й полки |
| 12-й армійський корпус | Сібіу                     | 35-а                       | Калашвар                                                                | 12-а                                                                    | 34-й, 35-й і 36-й полки польової арт., 12-й польовий гаубичний полк                                                                                     |
| Богемське королівство нім. Königreich Böhmen угор. Markgrafschaft Mähren                                                       |                           |                            |                                                                         |                                                                         | |
| 8-й армійський корпус | Прага                     | 9-а                        | Прага                                                                   | 17-а                                                                    | 91-й і 102-й полки, 11-й мед. загін |
| 8-й армійський корпус | Прага                     | 9-а                        | Прага                                                                   | 18-а                                                                    | 73-й полк, 2-й бат. 28-го полку |
| 8-й армійський корпус | Прага                     | 9-а                        | Прага                                                                   | 1-а кавалерійська бригада                                               | 13-й і 14-й драгунські полки |
| 8-й армійський корпус | Прага                     | 19-а                       | Пльзень                                                                 | 37-а                                                                    | 11-й і 35-й полки |
| 8-й армійський корпус | Прага                     | 19-а                       | Пльзень                                                                 | 38-а                                                                    | 88-й полк, 3-й бат. 75-го полку |
| 8-й армійський корпус | Прага                     | 19-а                       | Пльзень                                                                 | 8-а польової артилерії                                                  | 22-й, 23-й і 24-й полки польової артилерії, 8-й польовий гаубичний полк                                                                                 |
| 9-й армійський корпус |                           | 10-а                       |                                                                         | 19-а                                                                    | 98-й полк, 4-й бат. 36-го полку, 12-й мед. загін |
| 9-й армійський корпус | 20-а                      | 10-а                       | 18-й і 21-й полки                                                       |                                                                         | |
| 9-й армійський корпус | 9-а кавалерійська бригада | 10-а                       | 1-й драгунський і 11-й уланський полки                                  |                                                                         | |
| 9-й армійський корпус | 29-а                      |                            | 57-а                                                                    | 42-й і 92-й полки, 13-й мед. загін                                      | |
| 9-й армійський корпус | 29-а                      | 58-а                       | 74-й і 94-й полки                                                       |                                                                         | |
| 9-й армійський корпус | 29-а                      | 9-а польової артилерії     | 25-й, 26-й і 27-й полки польової арт., 9-й польовий гаубичний полк      |                                                                         | |
| Королівство Хорватія і Славонія нім. Königreich Kroatien und Slawonien                                                         |                           |                            |                                                                         |                                                                         | |
| 13-й армійський корпус | Загреб                    | 7-а                        | Осієк; Земун                                                            | 13-а                                                                    | 52-й, 78-й полк, 13-й сап. бат. |
| 13-й армійський корпус | Загреб                    | 7-а                        | Осієк; Земун                                                            | 14-а                                                                    | 68-й і 96-й полк, 31-й стрілковий бат. |
| 13-й армійський корпус | Загреб                    | 7-а                        | Осієк; Земун                                                            | 8-а кавалерійська дивізія                                               | 9-й гусарський і 12-й уланський полки |
| 13-й армійський корпус | Загреб                    | 36-а                       | Загреб                                                                  | 71-а                                                                    | 79-й полк |
| 13-й армійський корпус | Загреб                    | 36-а                       | Загреб                                                                  | 72-а                                                                    | 53-й і 97-й полки, 4-й бат. 16-го полку, 23-й мед. загін                                                                                                |
| 13-й армійський корпус | Загреб                    | 36-а                       | Загреб                                                                  | 13-а польової артилерії                                                 | 37-й, 38-й і 39-й полки польової артилерії, 13-й польовий гаубичний полк                                                                                |
| Боснія і Герцеговина нім. Bosnien-Hercegovina                                                                                  |                           |                            |                                                                         |                                                                         | |
| 15-й армійський корпус | Сараєво                   | 31-а                       | Сараєво                                                                 | 7-а гірська                                                             | 2-й бат. 5-го полку, 4-й бат. 25-го полку, 2-й бат. 34-го полку, 1-й бат. 62-го полку, 2-й бат. 66-го полку, 3-й бат. 85-го полку, 3-й бат. 86-го полку |
| 15-й армійський корпус | Сараєво                   | 31-а                       | Сараєво                                                                 | 8-а гірська                                                             | 3-й бат. 35-го полку, 4-й бат. 53-го полку, 4-й бат. 58-го полку, 2-й бат. 95-го полку                                                                  |
| 15-й армійський корпус | Сараєво                   | 31-а                       | Сараєво                                                                 | 9-а гірська                                                             | 4-й бат. 12-го полку, 3-й бат. 49-го полку, 3-й бат. 74-го полку, 4-й бат. 84-го полку                                                                  |
| 15-й армійський корпус | Сараєво                   | 31-а                       | Сараєво                                                                 | 2-а гірської артилерії                                                  | 6-й, 10-й, 11-й і 12-й полки гірської артилерії |
| 15-й армійський корпус | Сараєво                   | 31-а                       | Сараєво                                                                 | 5-а фортечної артилерії                                                 | |
| 15-й армійський корпус | Сараєво                   | 48-а                       | Сараєво                                                                 | 10-а гірська                                                            | 1-й бат. 48-го полку, 1-й бат. 90-го полку, 2-й бат. 92-го полку, 3-й бат. 1-го полку, 25-й мед. загін                                                  |
| 15-й армійський корпус | Сараєво                   | 48-а                       | Сараєво                                                                 | 11-а гірська                                                            | 1-й бат. 10-го полку, 2-й бат. 45-го полку, 2-й бат. 21-го полку, 2-й бат. 60-го полку, 4-й бат. 77-го полку, 3-й бат. 3-го полку                       |
| 15-й армійський корпус | Сараєво                   | 48-а                       | Сараєво                                                                 | 12-а гірська                                                            | 1-й бат. 3-го полку, 2-й бат. 45-го полку, 2-й бат. 57-го полку, 1-й бат. 93-го полку, 2-й бат. 100-го полку, 3-й бат. 2-го полку                       |
| Королівство Далмація нім. Königreich Dalmatien                                                                                 |                           |                            |                                                                         |                                                                         | |
| 16-й армійський корпус | Рагуза                    | 18-а                       | Мостар                                                                  | 1-а гірська                                                             | 1-й бат. 1-го полку, 4-й бат. 4-го полку, 1-й бат. 51-го полку, 1-й бат. 63-го полку, 1-й бат. 102-го полку, 26-й мед. загін                            |
| 16-й армійський корпус | Рагуза                    | 18-а                       | Мостар                                                                  | 2-а гірська                                                             | 3-й бат. 8-го полку, 3-й бат. 64-го полку, 2-й бат. 70-го полку, 3-й бат. 76-го полку, 2-й бат. 101-го полку                                            |
| 16-й армійський корпус | Рагуза                    | 18-а                       | Мостар                                                                  | 3-я гірська                                                             | 2-й бат. 18-го полку, 4-й бат. 42-го полку, 3-й бат. 46-го полку, 4-й бат. 80-го полку, 2-й бат. 96-го полку                                            |
| 16-й армійський корпус | Рагуза                    | 18-а                       | Мостар                                                                  | 6-а гірська                                                             | 1-й бат. 6-го полку, 3-й бат. 38-го полку, 4-й бат. 44-го полку, 4-й бат. 50-го полку, 4-й бат. 81-го полку                                             |
| 16-й армійський корпус | Рагуза                    | 18-а                       | Мостар                                                                  | 13-я гірська                                                            | 22-й полк, 3-й бат. 4-го полку |
| 16-й армійський корпус | Рагуза                    | 47-а                       | Кастель-Нуова                                                           | 4-а гірська                                                             | 2-й ба. 52-го полку, 3-й бат. 69-го полку, 24-й мед. загін                                                                                              |
| 16-й армійський корпус | Рагуза                    | 47-а                       | Кастель-Нуова                                                           | 5-а гірська                                                             | 1-й бат. 22-го полку, 3-й бат. 31-го полку |
| 16-й армійський корпус | Рагуза                    | 47-а                       | Кастель-Нуова                                                           | 14-а гірська                                                            | 4-й бат. 33-го полку, 1-й бат. 61-го полку, 2-й бат. 72-го полку, 1-й бат. 91-го полку, 1-й бат. 98-го полку                                            |
| 16-й армійський корпус | Рагуза                    | 47-а                       | Кастель-Нуова                                                           | 3-я гірської артилерії                                                  | 4-й, 7-й і 13-й полки гірської артилерії |
| Королівство Галичини та Володимирії нім. Königreich Galizien und Lodomerien                                                    |                           |                            |                                                                         |                                                                         | |
| 1-й армійський корпус | Краків                    | 5-а піхотна дивізія        | Оломоуць; Тропау                                                        | 9-а                                                                     | 54-й і 93-й полки, 6-й мед. загін |
| 1-й армійський корпус | Краків                    | 5-а піхотна дивізія        | Оломоуць; Тропау                                                        | 10-а                                                                    | 1-й і 13-й полки |
| 1-й армійський корпус | Краків                    | 12-а піхотна дивізія       | Краків; Тропау                                                          | 23-я                                                                    | 3-й, 56-й і 100-й полки |
| 1-й армійський корпус | Краків                    | 12-а піхотна дивізія       | Краків; Тропау                                                          | 24-а                                                                    | 20-й і 57-й полки, 1-й стріл. бат, 15-й мед. загін |
| 1-й армійський корпус | Краків                    | 7-а кавалерійська дивізія  | Краків; Оломоуць                                                        | 11-а кавалерійська бригада                                              | 10-й драгунський полк; 2-й уланський полк |
| 1-й армійський корпус | Краків                    | 7-а кавалерійська дивізія  | Краків; Оломоуць                                                        | 20-а кавалерійська бригада                                              | 12-й драгунський полк; 3-й уланський полк |
| 1-й армійський корпус | Краків                    | Корпусного підпорядкування | Корпусного підпорядкування                                              | 1-а польова артилерійська бригада                                       | 1-й, 2-й і 3-й полки польової артилерії; 1-й польовий гаубичний полк                                                                                    |
| 1-й армійський корпус | Краків                    | Корпусного підпорядкування | Корпусного підпорядкування                                              | 2-а фортечна артилерійська бригада                                      | 2-й полк фортечної артилерії |
| 10-й армійський корпус | Перемишль                 | 2-а піхотна дивізія        | Ряшів; Ярослав                                                          | 3-я                                                                     | 40-й полк |
| 10-й армійський корпус | Перемишль                 | 2-а піхотна дивізія        | Ряшів; Ярослав                                                          | 4-а                                                                     | 89-й і 90-й полки |
| 10-й армійський корпус | Перемишль                 | 24-а піхотна дивізія       | Перемишль                                                               | 47-а                                                                    | 9-й ц.к. піхотний полк («граф Клерфе»); і 45-й полк, 10-й сап. бат..                                                                                    |
| 10-й армійський корпус | Перемишль                 | 24-а піхотна дивізія       | Перемишль                                                               | 48-а                                                                    | 10-й і 77-й полки, 10-й інж. бат., 3-й мед. загін |
| 10-й армійський корпус | Перемишль                 | 6-а кавалерійська дивізія  | Перемишль; Ярослав; Перемишль; Ряшів                                    | 5-а кавалерійська бригада                                               | 6-й драгунський полк; 8-й драгунський полк |
| 10-й армійський корпус | Перемишль                 | 6-а кавалерійська дивізія  | Перемишль; Ярослав; Перемишль; Ряшів                                    | 14-а кавалерійська бригада                                              | 11-й гусарський полк; 6-й уланський полк |
| 10-й армійський корпус | Перемишль                 | Корпусного підпорядкування | Корпусного підпорядкування                                              | 10-а польова артилерійська бригада                                      | 28-й, 29-й і 30-й полки польової артилерії; 10-й польовий гаубичний полк                                                                                |
| 11-й армійський корпус «Русинський корпус»                                                                                     | Львів                     | 11-а піхотна дивізія       | Львів                                                                   | 21-а                                                                    | 55-й і 80-й полки, 11-й сап. бат. |
| 11-й армійський корпус «Русинський корпус»                                                                                     | Львів                     | 11-а піхотна дивізія       | Тернопіль; Львів;                                                       | 22-а                                                                    | 15-й ц.к. піхотний полк; 30-й галицький піхотний полк, 14-й мед. відділ                                                                                 |
| 11-й армійський корпус «Русинський корпус»                                                                                     | Львів                     | 30-а піхотна дивізія       | Коломия                                                                 | 59-а                                                                    | 41-й полк; 1-й батальйон 24-го ц.к. піхотного полку («Барон Куммер»)                                                                                    |
| 11-й армійський корпус «Русинський корпус»                                                                                     | Львів                     | 30-а піхотна дивізія       | Станиславів / Заліщики / Перемишль;                                     | 60-а                                                                    | 58-й ц.к. піхотний полк ерцгерцога Людвіга Сальватора; 95-й полк; 32-й стріл. бат.                                                                      |
| 11-й армійський корпус «Русинський корпус»                                                                                     | Львів                     | 4-а кавалерійська дивізія  | Броди / Кам'янка-Бузька; Жовква / Львів; Львів / Великі Мости           | 21-а кавалерійська бригада                                              | 9-й драгунський полк; 15-й драгунський полк; 1-й уланський полк                                                                                         |
| 11-й армійський корпус «Русинський корпус»                                                                                     | Львів                     | 8-а кавалерійська дивізія  | Станиславів (нині Івано-Франківськ); Чернівці                           | 21-а кавалерійська бригада                                              | 7-й драгунський полк; 8-й уланський полк |
| 11-й армійський корпус «Русинський корпус»                                                                                     | Львів                     | 8-а кавалерійська дивізія  | Тернопіль; Золочів / Зборів                                             | 21-а кавалерійська бригада                                              | 2-й драгунський полк; 13-й уланський полк |
| 11-й армійський корпус «Русинський корпус»                                                                                     | Львів                     | Корпусного підпорядкування | Корпусного підпорядкування                                              | 11-а польова артилерійська бригада                                      | 31-й, 32-й і 33-й полки польової арт.; 11-й польовий гаубичний полк                                                                                     |

## Озброєння
Пістолети та револьвери:
- Rast & Gasser M1898;
- Roth-Steyr M1907;
- Steyr M1912;

Гвинтівки та карабіни:
- Гвинтівка Венцля;
- Гвинтівка Верндля;
- Mannlicher M1886[en]
- Mannlicher M1888[en];
- Mannlicher M1890 Карабін[en];
- Mannlicher M1893;
- Mannlicher M1895;

Кулемети:
- Salvator-Dormus M1893[en];
- Schwarzlose MG M.07/12;

Артилерія:
- 37-мм гармата М.15
- 22.5 cm Minenwerfer M 15[en];